# Malaysian Open 2012
Malaysian Open 2012 var en professionel tennisturnering for kvinder, der blev spillet på udendørs hardcourt. Det var den 3. udgave af Malaysian Open. Turneringen var en del af WTA Tour 2012. Turneringen blev afviklet fra 27. februar til 4. marts 2012. 

## Finalerne

### Damesingle
Uddybende artikel: Malaysian Open 2012 (damesingle)
- Hsieh Su-wei –  Petra Martić 2–6, 7–5, 4–1 ret.
- Det var Hsieh' første titel.

### Ddamedouble
Uddybende artikel: Malaysian Open 2012 (damedouble)
- Chang Kai-chen /  Chuang Chia-jung –  Chan Hao-ching /  Rika Fujiwara 7–5, 6–4